# Epimeteu (mitologia)
Epimeteu (en grec antic: Ἐπιμηθεύς) va ser, segons la mitologia grega, un tità. Era un dels quatre fills de Jàpet i de Clímene (o d'Àsia, filla d'Oceà). Els seus germans són Atlas, Meneci i Prometeu. Epimeteu i Prometeu formen una parella d'oposats, i l'un és l'antítesi de l'altre. El nom d'Epimeteu significa «el que reflexiona després», el que actua precipitadament, i el de Prometeu «el que reflexiona abans», el que preveu les coses.
Epimeteu va servir de mitjà a Zeus per enganyar Prometeu. Quan Prometeu va haver enganyat dues vegades el déu, primer amb quina part de l'animal s'oferia als sacrificis i després entregant el foc als homes, va prohibir a Epimeteu que acceptés cap regal de Zeus. Però el déu, per mitjà d'Hermes, li oferí Pandora, i Epimeteu no s'hi va poder resistir. Quan els déus la hi van lliurar, la va instigar a obrir la capsa que duia, ignorant que contenia les desgràcies del món.
Epimeteu va engendrar Pirra, amb Pandora, que va ser l'esposa de Deucalió, el seu cosí, i la mare de la humanitat després del diluvi.